# 支井河大桥
支井河大桥位于中華人民共和國湖北省恩施土家族苗族自治州巴东县野三关镇与大支坪镇之间， 沪蓉西高速宜昌至恩施段的控制性工程之一。为上承式钢管拱桥，它是世界上桥面高度最高的拱桥，桥高294米，跨度为430米，跨过清江北侧的支流支井河，也是世界上主跨最长的拱桥之一。世界上桥面高度最高的大桥——四渡河大桥也在沪渝高速上，在支井河大桥以东约15公里。